# Doliopsis bahamensis
Doliopsis bahamensis är en ryggsträngsdjursart som först beskrevs av Godeaux 1998.  Doliopsis bahamensis ingår i släktet Doliopsis och familjen Doliopsidae. Inga underarter finns listade i Catalogue of Life.